# Judith van Vlaanderen

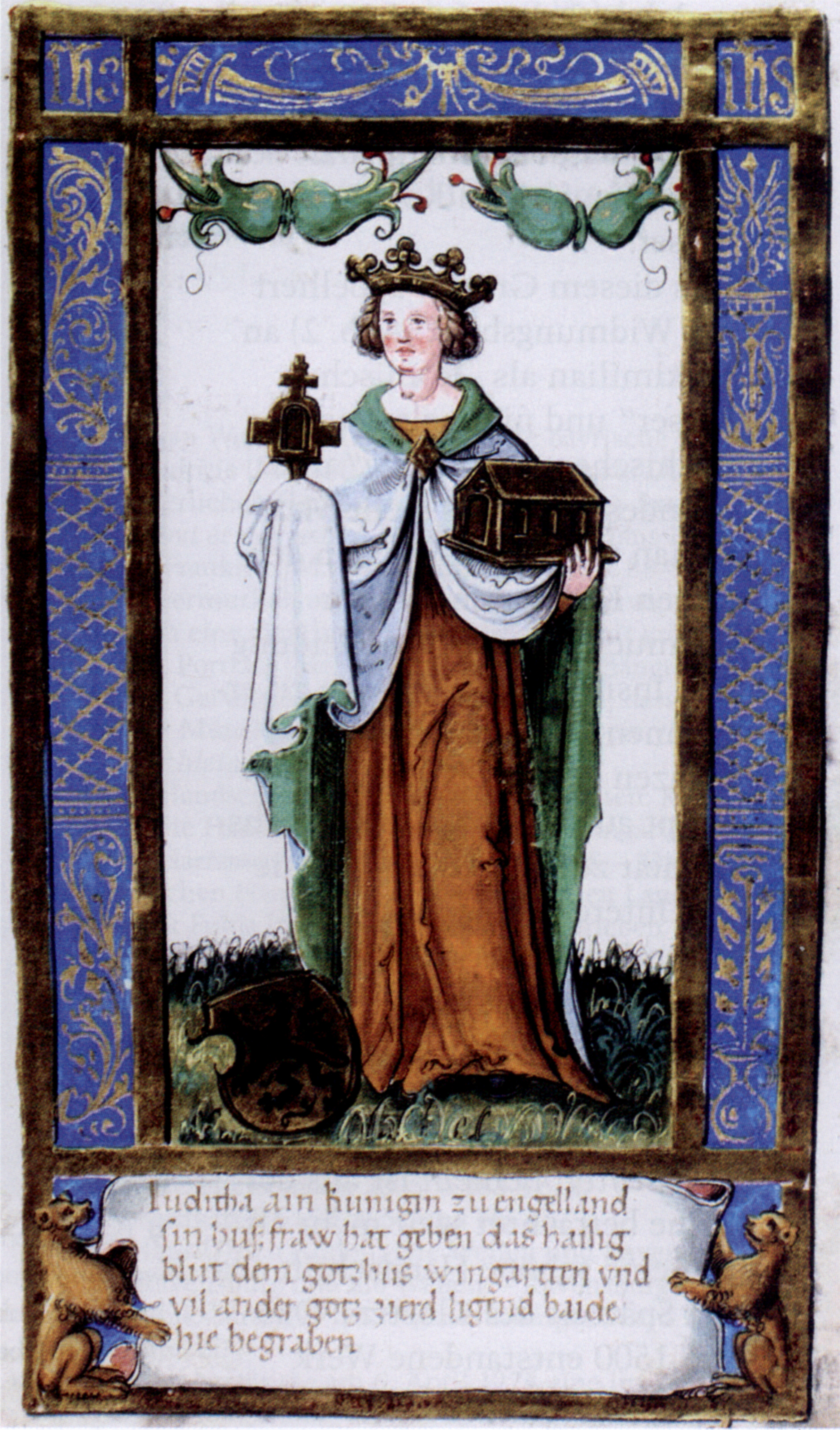
Judith van Vlaanderen, afbeelding op boek, ca 1500

Judith Fausta, gezegd Judith van Vlaanderen (1028 - 5 maart 1094) was een prinses, dochter van Boudewijn IV van Vlaanderen en Eleanor, dochter van hertog Richard II van Normandië, bekend om haar eruditie en bijzondere schenkingen aan de kerk.

## Levensloop
Zij was in 1051 gehuwd met Tostig Godwinson, graaf van Northumberland, en in 1071 met Welf IV, hertog van Beieren (overleden 1101).  
Met Tostig had ze enkele kinderen, die allemaal op jonge leeftijd stierven. Tostigs zoons Skuli Tostisson Kongsfostre en Ketil Tostisson, zijn vrijwel zeker geen kinderen van Judith.
Tostig, zoon van Godwin, de graaf van Wessex, was een broer van de latere koning Harold II en een schoonbroer van de Normandischgezinde koning Eduard de Belijder (1004-1066). De strijd tussen de verschillende machtige graven was hevig. In 1050-52 brachten Tostig en Judith in ballingschap door in Vlaanderen. In 1053 keerden de kansen en werd Godwin hertog van Northumbrië. De eendracht tussen Tostig en Harold broers bleef niet duren, vooral toen Harold Edward de Belijder opvolgde en Tostig de troon voor zich opeiste. Het kwam tot gewapende strijd. Tostig sneuvelde in september 1066 in Stamford Bridge. Harold II sneuvelde op 14 oktober 1066 tijdens de Slag bij Hastings tegen Willem de Veroveraar.
Judith werd niet behandeld als de weduwe van de vijand Tostig, maar als een Normandische prinses, verwante van Willem de Veroveraar. Ze kon, zonder overhaasting, met al haar hebben en houden naar het vasteland verhuizen.
Ze was opnieuw een begerenswaardige partij en werd aangezocht door Welf IV. Zij was 42 en Welf 32, met een stormachtig verleden. Na een eerste vrouw te hebben gehad, was hij getrouwd met de negentienjarige Ethelinde, maar had ze in 1070 verstoten. Datzelfde jaar trouwde hij met Judith, die voortaan een Beierse prinses werd.
Judith en Welf kregen de volgende kinderen:
- Welf V (1072-1120)
- Hendrik de Zwarte (1075-1126)
- Kunizza (-1120), die huwde met graaf Frederik Rocho van Diessen.

Ze werd in 1094 begraven in de abdij van Weingarten bij Ravensburg. Welf sneuvelde zeven jaar later als kruisvaarder in Cyprus.

## Heilig Bloed

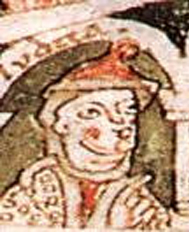
Judith van Vlaanderen

In 1067 erfde Judith van haar stiefbroer Boudewijn V van Vlaanderen een kostbare relikwie, die volgens de legende een paar met aarde vermengde bloeddruppels van Jezus bevatte. De bloeddruppels zouden opgevangen zijn door een Romeinse soldaat, later bekend als de heilige Longinus. Samen met zijn gebeente kwam de relikwie naar Mantua en de paus en de keizer kregen elk een druppel. Keizer Hendrik III gaf in 1056 de relikwie door aan Boudewijn V die hem op zijn sterfbed toevertrouwde aan Judith. Bij haar dood in 1094 liet ze de relikwie na aan de benedictijnen van de abdij Weingarten. 
Op de dag na Hemelvaart wordt de relikwie nog steeds in een ruiterprocessie rondgereden. Deze Blutritt is de grootste ruiterprocessie ter wereld met enkele duizenden deelnemers (allemaal mannen in rokkostuum met hoge hoed), vele muziekkapellen en tienduizenden toeschouwers. De Blutritt werd al in de 16e eeuw als een oude traditie vermeld.

## Voorouders
Over de ouders en voorouders van Judith is veel gediscussieerd. De eerste weerhouden filiatie was dat ze de dochter was van graaf Boudewijn IV van Vlaanderen en van Alienora van Normandië. De tweede was dat ze de dochter was van graaf Boudewijn V van Vlaanderen en zijn tweede echtgenote Adelheid van Frankrijk.
In 1956 werd, ter gelegenheid van het negende eeuwfeest van de abdij Weingarten, een derde mogelijkheid vooropgesteld, die zeer onwaarschijnlijk lijkt. Volgens deze studie was ze de dochter van Richard III van Normandië en Adelheid van Frankrijk. Richard overleed in hetzelfde jaar 1027 waarin hij trouwde en Judith was derhalve een postume dochter. Er waren geruchten dat Richard vergiftigd was door zijn ambitieuze broer Robert de Duivel, vader van Willem de Veroveraar. Haar moeder hertrouwde met de machtige graaf Boudewijn V van Vlaanderen. De verwarring tussen de echte vader en de pleegvader kon aldus ontstaan, volgens deze theorie. Het huwelijk tussen Richard III en Adelheid vond echter nooit plaats: er was wel een huwelijkscontract (een verloving), maar Richard stierf vóór het huwelijk voltrokken kon worden. Gezien de strenge religieuze regels was een voorhuwelijkse zwangerschap van een zestienjarig meisje zeer onwaarschijnlijk.
| Judith van Vlaanderen (1031-1094) | Vader: Boudewijn IV van Vlaanderen (980-1035) | Grootvader: Arnulf II van Vlaanderen (960-988)  | Overgrootvader: Boudewijn III van Vlaanderen (940-962) |
| Judith van Vlaanderen (1031-1094) | Vader: Boudewijn IV van Vlaanderen (980-1035) | Grootvader: Arnulf II van Vlaanderen (960-988)  | Overgrootmoeder: Mathilde van Saksen (942-1008)        |
| Judith van Vlaanderen (1031-1094) | Vader: Boudewijn IV van Vlaanderen (980-1035) | Grootmoeder: Rozella (950-1003)                 | Overgrootvader: Berengarius II (900-966)               |
| Judith van Vlaanderen (1031-1094) | Vader: Boudewijn IV van Vlaanderen (980-1035) | Grootmoeder: Rozella (950-1003)                 | Overgrootmoeder: Willa van Toscane                     |
| Judith van Vlaanderen (1031-1094) | Moeder: Eleonora van Normandië (1010-1035)    | Grootvader: Richard II van Normandië (963–1026) | Overgrootvader: Richard I van Normandië (933–996)      |
| Judith van Vlaanderen (1031-1094) | Moeder: Eleonora van Normandië (1010-1035)    | Grootvader: Richard II van Normandië (963–1026) | Overgrootmoeder: Gunnora (950-1031)                    |
| Judith van Vlaanderen (1031-1094) | Moeder: Eleonora van Normandië (1010-1035)    | Grootmoeder: Judith van Bretagne (982-1017)     | Overgrootvader: Conan I van Bretagne (944–992)         |
| Judith van Vlaanderen (1031-1094) | Moeder: Eleonora van Normandië (1010-1035)    | Grootmoeder: Judith van Bretagne (982-1017)     | Overgrootmoeder: Ermengarde van Anjou (952-992)        |

| Judith van Vlaanderen (1031-1094) | Vader: Boudewijn V van Vlaanderen (980-1035) | Grootvader: Boudewijn IV van Vlaanderen (960-988) | Overgrootvader: Arnulf van Vlaanderen (940-962)   |
| Judith van Vlaanderen (1031-1094) | Vader: Boudewijn V van Vlaanderen (980-1035) | Grootvader: Boudewijn IV van Vlaanderen (960-988) | Overgrootmoeder: Rozela (942-1008)                |
| Judith van Vlaanderen (1031-1094) | Vader: Boudewijn V van Vlaanderen (980-1035) | Grootmoeder: Orgiva van Luxemburg (950-1003)      | Overgrootvader: Robert II van Frankrijk           |
| Judith van Vlaanderen (1031-1094) | Vader: Boudewijn V van Vlaanderen (980-1035) | Grootmoeder: Orgiva van Luxemburg (950-1003)      | Overgrootmoeder: Constantia van Provence          |
| Judith van Vlaanderen (1031-1094) | Moeder: Adelheid van Frankrijk (1010-1035)   | Grootvader: Richard II van Normandië (963–1026)   | Overgrootvader: Richard I van Normandië (933–996) |
| Judith van Vlaanderen (1031-1094) | Moeder: Adelheid van Frankrijk (1010-1035)   | Grootvader: Richard II van Normandië (963–1026)   | Overgrootmoeder: Gunnora (950-1031)               |
| Judith van Vlaanderen (1031-1094) | Moeder: Adelheid van Frankrijk (1010-1035)   | Grootmoeder: Judith van Bretagne (982-1017)       | Overgrootvader: Conan I van Bretagne (944–992)    |
| Judith van Vlaanderen (1031-1094) | Moeder: Adelheid van Frankrijk (1010-1035)   | Grootmoeder: Judith van Bretagne (982-1017)       | Overgrootmoeder: Ermengarde van Anjou (952-992)   |

| Judith van Vlaanderen (1028-1094) | Vader: Richard III van Normandië (1008-1027) | Grootvader: Richard II van Normandië (960-988)  | Overgrootvader: Richard I van Normandië (940-962) |
| Judith van Vlaanderen (1028-1094) | Vader: Richard III van Normandië (1008-1027) | Grootvader: Richard II van Normandië (960-988)  | Overgrootmoeder: Rozela (942-1008)                |
| Judith van Vlaanderen (1028-1094) | Vader: Richard III van Normandië (1008-1027) | Grootmoeder: Judith van Bretagne (950-1003)     | Overgrootvader: Berengarius II (900-966)          |
| Judith van Vlaanderen (1028-1094) | Vader: Richard III van Normandië (1008-1027) | Grootmoeder: Judith van Bretagne (950-1003)     | Overgrootmoeder: Willa van Toscane                |
| Judith van Vlaanderen (1028-1094) | Moeder: Adelheid van Frankrijk (1010-1035)   | Grootvader: Richard II van Normandië (963–1026) | Overgrootvader: Richard I van Normandië (933–996) |
| Judith van Vlaanderen (1028-1094) | Moeder: Adelheid van Frankrijk (1010-1035)   | Grootvader: Richard II van Normandië (963–1026) | Overgrootmoeder: Gunnora (950-1031)               |
| Judith van Vlaanderen (1028-1094) | Moeder: Adelheid van Frankrijk (1010-1035)   | Grootmoeder: Judith van Bretagne (982-1017)     | Overgrootvader: Conan I van Bretagne (944–992)    |
| Judith van Vlaanderen (1028-1094) | Moeder: Adelheid van Frankrijk (1010-1035)   | Grootmoeder: Judith van Bretagne (982-1017)     | Overgrootmoeder: Ermengarde van Anjou (952-992)   |

## Trivia
Niet te verwarren met de eerste gravin van Vlaanderen Judith van West-Francië (oktober 844 – na 879), dochter van Karel de Kale. De punten hieronder gaan over Judith van West-Francië. 
- Het programma Het verhaal van Vlaanderen besteedde aandacht aan Judith, waarop de Universiteit Gent het onderzoek naar haar heropende.[5]
- In 2024 wordt in Gent een tentoonstelling georganiseerd rond Judith van Vlaanderen.[6]

## Bron
- (en) Dockray-Miller, Mary (2015). The Books and the Life of Judith of Flanders. Routledge. ISBN 9780367887698.